# Gens Castricia
La gens Castricia è una gens romana, nota nel periodo tardo repubblicano e primo imperiale, nessuno dei cui membri ha rivestito magistrature importanti.

## Origini
La famiglia era probabilmente originaria di Placentia (Piacenza), dove nell'84 a.C. rivestiva la principale magistratura cittadina.

## Membri
- Marco Castricio, rivestiva la massima magistratura di Placentia (Piacenza) nell'anno 84 a.C., quando si rifiutò di consegnare ostaggi al console Gneo Papirio Carbone che si era presentato in armi davanti alla città[1].
- Marco Castricio, mercante romano nella provincia di Asia, ricevette funerali pubblici dai cittadini di Smirne. Forse lo stesso personaggio menzionato nelle orazioniciceroniane contro Verre[2]
- Marco Castricio, menzionato ancora da Cicerone nel 44 a.C., e probabilmente altro personaggio rispetto al mercante omonimo[3].
- Un certo Castricio avrebbe informato Augusto della congiura di Murena[4].
- Tito Castricio, retore ed oratore contemporaneo di Aulo Gellio e da questi spesso menzionato[5].